# 박용국
박용국(1940년 12월 30일 ~ )은 대한민국의 정치인이다. 제32·33대 여주군수를 역임했다.

## 역대 선거 결과
|  | 39.64% |

|  | 41.35% |

|  | 35.06% |